# Ptecticus japonica
Ptecticus japonica är en tvåvingeart som först beskrevs av Carl Peter Thunberg 1789.  Ptecticus japonica ingår i släktet Ptecticus och familjen vapenflugor. Inga underarter finns listade i Catalogue of Life.